# Ухтомский, Феодот Феофанович
Ухтомский, Феодот Феофанович, также Протопопов, Федот Феофанович — русский иконописец (годы работы 1676—1727), придворный певчий, священник православной церкви.

## Биография
Родился в семье священника Феофана Феофилактовича, который стал впоследствии протопопом Спасо-Преображенского собора в Переславле-Залесское, а в 1693 г. протопресвитером Благовещенского собора Московского Кремля, духовником царей. Первые работы Федота Феофановича написаны для церквей Переславля-Залесского и относятся к середине 1670-х годов. Уже с конца десятилетия он работает в Москве. Возможно, учится у Симона Ушакова. Кроме того он служит певчим при дворе царя Иоанна Алексеевича, а после смерти царя уставщиком (регентом хора) при дворе его вдовы, царицы Прасковьи Федоровны.
С 1707 года Федот Феофанович подписывает свои работы «иерей». Возможно, он служил настоятелем в московской церкви Адриана и Наталии. Как иконописец, Федот Феофанович продолжал работать в 1727 году, когда им была поновлена икона Богоматери Казанской в Высоко-Петровском монастыре.
Первые работы иконописца подписаны фамилией «Протопопов», которая соответствует практике формирования фамилий духовных лиц — от должности отца (протопоп). С конца XVII века иконы подписаны фамилией «Ухтомский». Уже в 1690 году в списках дворцовых певчих, Федот, певчий царя Иоанна, назван Ухтомским.

## Список сохранившихся произведений
Иконы Протопопова-Ухтомского хранятся в Третьяковской галерее, Русском музее, Эрмитаже, Переславль-Залеском историко-художественном музее-заповеднике,Дмитровском историко-художественном музее, частных коллекциях. Список сохранившихся работ:
1. Богоматерь Боголюбская. Из Смоленской церкви Переславля-Залесского. Подпись: «7185 [1676/1677] писал сий образ зограф Феодот Феофанов сын Протопопов».
2. Никита Великомученик, с житием . Из церкви Рождества Христова Переславля-Залесского. На нижнем поле надпись: «Лета 7185 [1676/1677] писал сей образ изограф Федот Феофанов сын Протопопов в Переславль-Залесской Никитской монастырь при игумене Романе и при казначее старце Иоасафе по обещанию подъячего Никиты Максимова сына Ведерницына».
3. Богоматерь Новоникитская. Подпись белилами по нижнему полю: «7186 (1677/1678) писал сий образ зограф Феодот Феофанов сын Протопопов».
4. Богоматерь Иверская. Надпись на нижнем поле белилами: «718… [между 1672 и 1681] писал сей образ государев певчий дьяк Феодот Феофанов сын Протопопов».
5. Богоматерь Тихвинская. Из московского храма Тихвинской иконы Божией Матери в Сущеве. Надпись: «7203 [1695] года марта в 11 день сий образ писал великих государей [уставщик] Феодот [Фе]офанов сын [Ухтомский] в новопостроенную церковь во имя пресвятые Богородицы Тихвинские, что [по] конец Сущевской слободы, по обещанию Сретенского собора, что у великих государей на сенях, протопресвитера великих государей духовника [Фе]офана Фео[филакто]вича».
6. Николай чудотворец, с житием. Надпись: «Лета 7207 (1699) марта 2 д[н]е сии образ писан по обещанию Благовещенского собора, что у великого государя на сенях, протопресвитера великого государя духовника Феофана Феофилактовича, писал сын его зограф Феодот Феофанов Ухтомской».
7. Богоматерь Одигитрия Иелехса. Наставница милости. На нижнем поле надпись: «1703 году сей образ писал в Переславль Залесской в соборную церковь Преображения Господня Федот Феофанов сын протопресвитера Алексия Духовского[6] по обещанию сестры своей вдовой попадьи Параскевы девича монастыря, что на Москве, бывшего священника Ивана Гаврилова по своей душе и по родителех»[7].
8. Кирилл Новоезерский. Надпись в нижней части иконы: «1704 сий образ писал Феодот Ухтомский»
9. Спас Вседержитель. Внизу на лицевой стороне надпись: «1707 сии образ писал иерей Феодот Ухтомский».
10. Богоматерь Смоленская. Из церкви Смоленской иконы Божией Матери села Кривцы (Московская область). Надпись внизу слева под изображением: «17… сий образ писал поп Феодот Ухтомской».
11. Спас Нерукотворный. Принадлежала царице Марфе Матвеевне. Имела остатки подписи «Феофановича», что позволяет атрибуцтировать иконы Феодоту Ухтомскому, но иногда она приписывается Симону Ушакову.
12. Спас Нерукотворный. Из Спасской церкви[8] с. Деденево. Надпись: «…Феодот Ухтомский» (в более поздней публикации[9] описание отличается).
13. Николай Чудотворец. Надпись: «1722 го сии образ писал иерей Феодот Ухтомский»

Не вошедшая в список икона: Богоматерь Казанская.